# 黑特·史德耶尔
希朵·史德耶尔（德語：Hito Steyerl，1966年—）是一名德国电影制片人，视觉艺术家。希朵·史德耶尔拥有德国和日本血统，曾获得维也纳美术学院哲学博士学位。她目前是柏林艺术大学新媒体艺术教授，其主要方向为媒体、技术和图像的全球流通。2017 年，成为第一位登上 Art Review Power 100 榜单的女性。